# Geetapersad Gangaram Panday

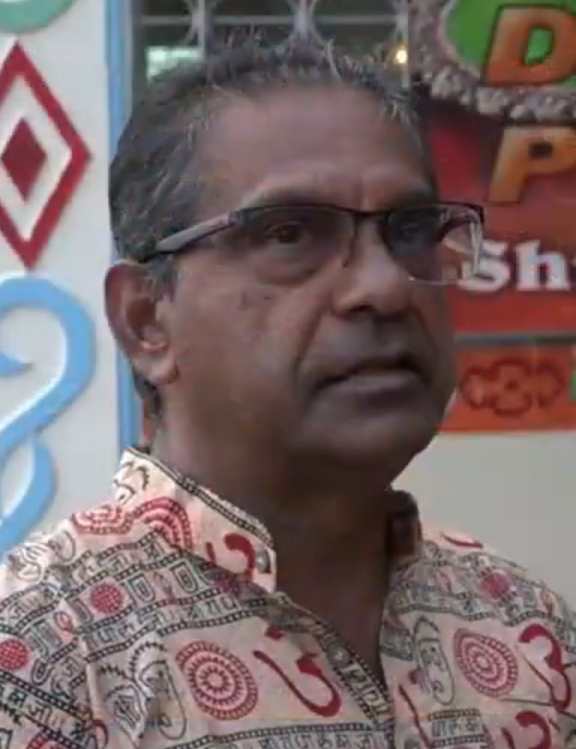
Gangaram Panday en 2021

Geetapersad (Geeta) Gangaram Panday is een Surinaams politicus.
Van 2000 tot 2005 was hij namens de VHP minister van Landbouw, Veeteelt en Visserij (LVV). Aan het einde van zijn 5-jarig ministerschap kwam hij in de problemen omdat er vooral bij de Visserijdienst die onder LVV valt veel mis zou zijn. Na de verkiezingen in mei 2005 werd hij in het nieuwe kabinet Venetiaan III opgevolgd door zijn partijgenoot Stanley Raghoebarsing. Hoewel de Centrale Landsaccountantsdienst (CLAD) nog bezig was met een onderzoek werd hij in april 2006 benoemd tot lid van de Staatsraad en in diezelfde periode volgde ook zijn aanstelling tot beleidsadviseur op LVV. Op basis van het CLAD-rapport werd eind juli 2006 besloten geen strafrechtelijk onderzoek tegen hem in te stellen maar dat zou wel gebeuren bij enkele ambtenaren op dat ministerie. Ruim een maand later werd bekend dat Gangaram Panday door Raghoebarsing benoemd zou worden tot voorzitter van de Stichting Machinale Landbouw (SML). 
Gangaram Panday is sinds februari 2024 lid van het Constitutioneel Hof.

## Familie
Zijn broer Thoelsiepersad (Toelsie) was advocaat en zijn andere broer Shardhapersad was rechter.